# Val d’Étangson
Val d’Étangson ist eine französische Gemeinde mit 526 Einwohnern (Stand: 1. Januar 2022) im Département Sarthe in der Region Pays de la Loire. Sie gehört zum Arrondissement Mamers und zum Kanton Saint-Calais.
Sie entstand als Commune nouvelle mit Wirkung vom 1. Januar 2019 durch die Zusammenlegung der bisherigen Gemeinden Évaillé und Sainte-Osmane, die in der neuen Gemeinde den Status einer Commune déléguée haben. Der Verwaltungssitz befindet sich im Ort Évaillé.

## Gliederung
| Ortsteil                  | ehemaliger INSEE-Code | Fläche (km²) | Einwohnerzahl zum 1. Januar 2022 |
| ------------------------- | --------------------- | ------------ | -------------------------------- |
| Évaillé (Verwaltungssitz) | 72128                 | 19,43        | 344                              |
| Sainte-Osmane             | 72304                 | 11,88        | 182                              |

## Geographie
Die Gemeinde liegt rund 33 Kilometer südöstlich von Le Mans. Das Gemeindegebiet wird im Westen vom Fluss Etangsort, im Osten vom Fluss Tusson tangiert. Nachbargemeinden sind: Écorpain im Norden, Sainte-Cérotte im Nordosten, Cogners im Osten, Vancé im Südosten, Ruillé-sur-Loir und Saint-Georges-de-la-Couée im Süden, Montreuil-le-Henri im Südwesten, Tresson im Westen und Maisoncelles im Nordwesten.